# Фрагменты Оказаки
Фрагменты Оказаки (англ. Okazaki fragments) — относительно короткие фрагменты ДНК (с РНК-праймером на 5'-конце), которые образуются на отстающей цепи в процессе репликации ДНК. Длина фрагментов Оказаки у E. coli составляет около 1000—2000 нуклеотидов, а у эукариот — обычно 100—200 нуклеотидов.
Фрагменты Оказаки были описаны в 1968 году Рэйдзи Оказаки, Цунэко Окадзаки и их соавторами при изучении репликации ДНК бактериофага у кишечной палочки.

## Механизм

Схема репликации ДНК

Каждый фрагмент Оказаки образуется рядом с репликационной вилкой после РНК-праймера, образуемого праймазой, и далее продолжается ДНК-полимеразой III в случае прокариот. У эукариот праймер и последующий фрагмент Оказаки синтезируется ДНК-полимеразой α. После того, как длина цепочки фрагмента Оказаки достигнет около 20 нуклеотидов, к синтезу ДНК приступают полимеразы δ и ε . Праймер позднее удаляется ферментом с эндонуклеазной активностью, подобной РНКазе H, flap-эндонуклеазе и геликазе/нуклеазе DNA2L.